# Mailsberg, Liebenfels
Mailsberg je naselje v Občini Liebenfels v Okraju Šentvid ob Glini na Koroškem v Avstriji.